# 第44回全米映画批評家協会賞
第44回全米映画批評家協会賞は、全米映画批評家協会によって2009年の映画に贈られた賞である。2010年1月3日に発表された。

## 受賞
作品賞
- 『ハート・ロッカー』

監督賞
- キャスリン・ビグロー - 『ハート・ロッカー』

主演男優賞
- ジェレミー・レナー - 『ハート・ロッカー』

主演女優賞
- ヨランド・モロー - 『セラフィーヌの庭』

助演男優賞 (同時受賞)
- ポール・シュナイダー - 『ブライト・スター いちばん美しい恋の詩』
- クリストフ・ヴァルツ - 『イングロリアス・バスターズ』

助演女優賞
- モニーク - 『プレシャス』

脚本賞
- コーエン兄弟 - 『シリアスマン』

外国語作品賞
- 『夏時間の庭』 ( フランス)

ノン・フィクション作品賞
- The Beaches of Agnes

撮影賞
- クリスティアン・ベアガー - 『白いリボン』

美術賞
- ネルソン・ローリー - 『ファンタスティック・Mr.FOX』